# Heinrich Winter (Winzer)

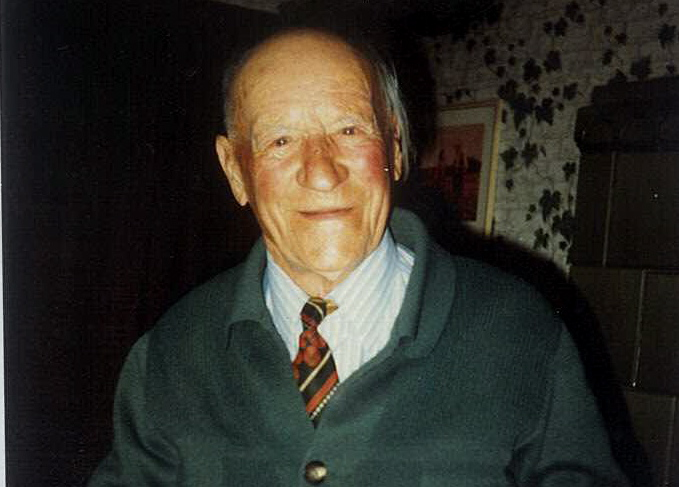
Heinrich Winter 1986

Heinrich Winter (* 31. Januar 1897 in Erzingen (Klettgau); † 29. Juni 1988 ebenda), genannt „Rebenvater“, war im Bauern- und Winzerdorf Erzingen, heute Hauptort der Gemeinde Klettgau, der Patriarch der Winzerfamilie Winter, erster Nachkriegsbürgermeister und in der Nachkriegszeit einer der Erneuerer des Wirtschafts- und Gesellschaftslebens der Ortschaft: „Er zählte zu den profilierten Bürgern des Landkreises Waldshut und hat sich in seinem Heimatdorf Erzingen sowohl im kommunalen als auch im kulturellen Bereich verdient gemacht.“

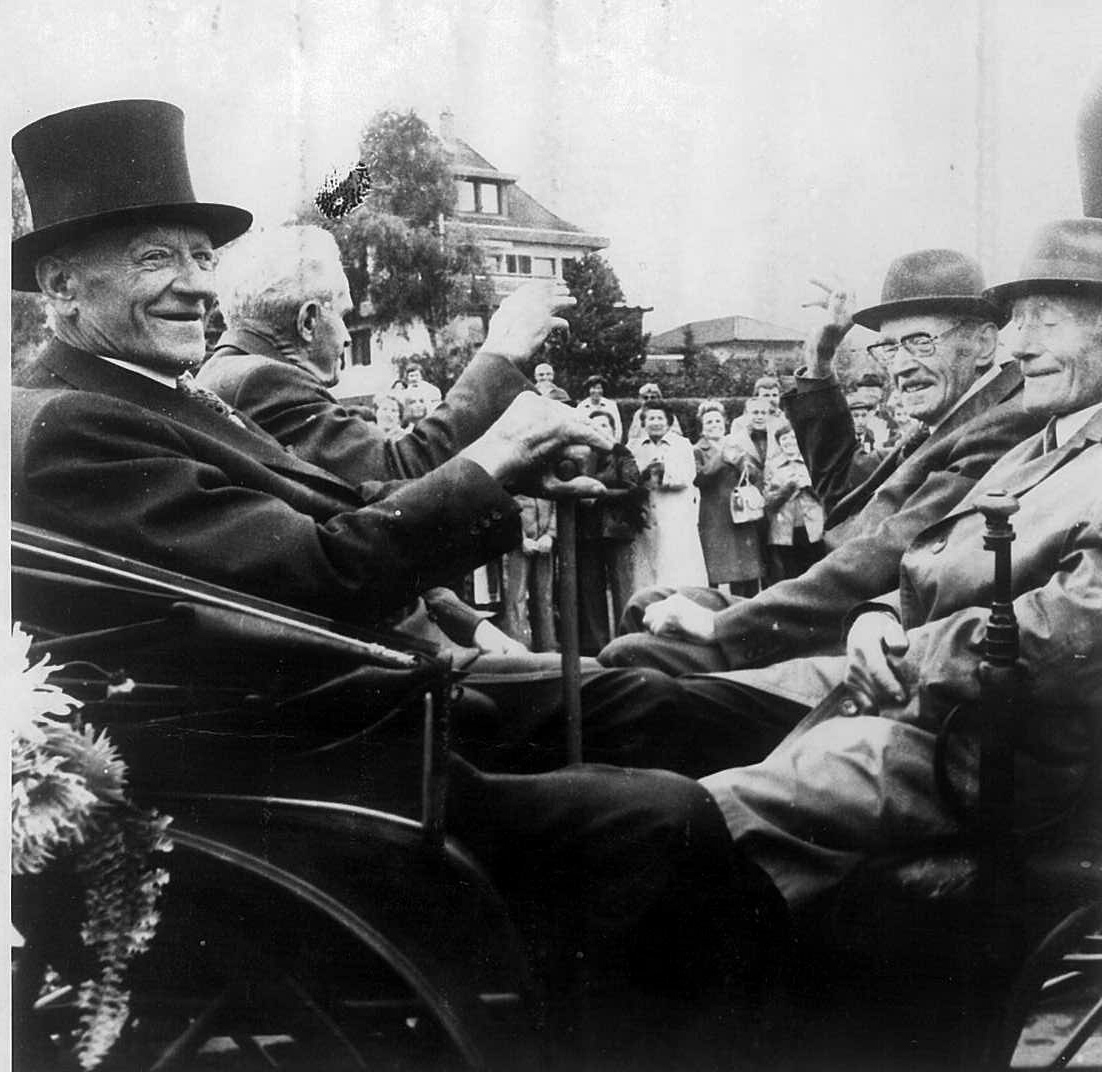
Heinrich Winter (links) bei einem der ersten Winzerfeste in den 1960er Jahren

Winters Einfluss beruhte noch traditionell auf familiären Strukturen und lag nicht in institutioneller Macht begründet; er war im alemannischen Süddeutschland einer der über sein Heimatort hinaus wirkenden und bekannten „Oberhäupter“. In Notzeiten übernahmen diese Männer auch öffentliche Funktionen – so Winter, „der in den schwierigen Nachkriegsjahren von 1946 bis 1948 das Amt des Bürgermeisters inne hatte“.

## Herkunft
Die Familie Winter in Erzingen ist zurück bis in das 16. Jahrhundert dokumentiert. Nachgewiesen ist die Familie im Zusammenhang mit dem Erwerb des „Schlatthofes“ durch neun Erzinger Geschlechter im frühen 15. Jahrhundert von ihrem damaligen Landesherren, dem Grafen Rudolf von Sulz. Beurkundet wurde der Kauf erst später, am 28. Oktober 1533, und die neun Familien, die den Hof und Wald (heute Schlattwald) wahrscheinlich für die Gemeinde kauften, aber denen exklusiv das Privileg der Nutznießung zustand, wurden im Rahmen einer späteren Streitigkeit im Jahre 1687 alle urkundlich benannt. Dieses Recht der „Schlatthöfler“ – heute sind es acht Familien – gilt bis in die Gegenwart.
Das 500 Jahre alte Bürgerprivileg begründete über die hohen Einnahmen durch den Holzhieb auch entsprechenden Einfluss im Dorfgeschehen.

## Frühe Lebensjahre
Heinrich Winter wurde am 31. Januar 1897 in Erzingen, im Landkreis Waldshut in Baden (Land) (heute Baden-Württemberg) geboren. „Nach der Schulzeit war er in der Landwirtschaft tätig. 1917 wurde er zum Militär einberufen“ und nahm am Ersten Weltkrieg teil. In der Nachkriegszeit trat er in den Radsportverein ein, „dem er über 50 Jahre aktiv angehörte und den er 20 Jahre als Vorsitzender leitete. 1921 schloss er die Ehe mit Anna Hauger aus Unadingen im Kreis Donaueschingen, die sieben Kindern das Leben schenkte. Seine Frau starb 1970. 1926 erwarb er in der St.-Georg-Straße in Erzingen ein landwirtschaftliches Anwesen, das später sein Sohn Georg mit Familie übernahm.“

### Erzinger Freilichtspiele
In der Zeit nach dem Ersten Weltkrieg – zwischen 1925 und 1933 – organisierte Winter in Erzingen ein Freilichttheater. Dies hatte im Dorf bereits eine ältere Tradition, denn bereits im 19. Jahrhundert hatte der Heimatschriftsteller und Gärtnermeister Heinrich Weißenberger (gest. 1906) „mehrere Stücke selbst (geschrieben) und führte sie als Spielleiter mit der Erzinger Laienspielschar […] als Freilichttheater auf.“ Einige Zeit weitergeführt wurden die Spiele später vom Kaufmann Emil Egle.

## Kriegsende 1945
Nach der Besetzung der Hochrheinregion durch französische Truppen Ende April 1945 wurde im Juni 1945 durch das Alliierte Oberkommando in Paris angeordnet, einen fünf Kilometer breiten Grenzstreifen zur Schweiz von der Bevölkerung zu räumen. Umgehend setzten sich einige Erzinger, darunter Heinrich Winter und der katholische Pfarrer Deisler mit dem Schweizer Direktor „der Stehli“, der damaligen Textilfabrik im Ort, Suter, mit dem Inhaber Robert Stehli sowie weiteren Persönlichkeiten im Landkreis in Verbindung. Über den Nuntius Roncalli, den späteren Papst Johannes XXIII., gelang es, in Paris das ‚Einfrieren‘ des Befehls zu bewirken.

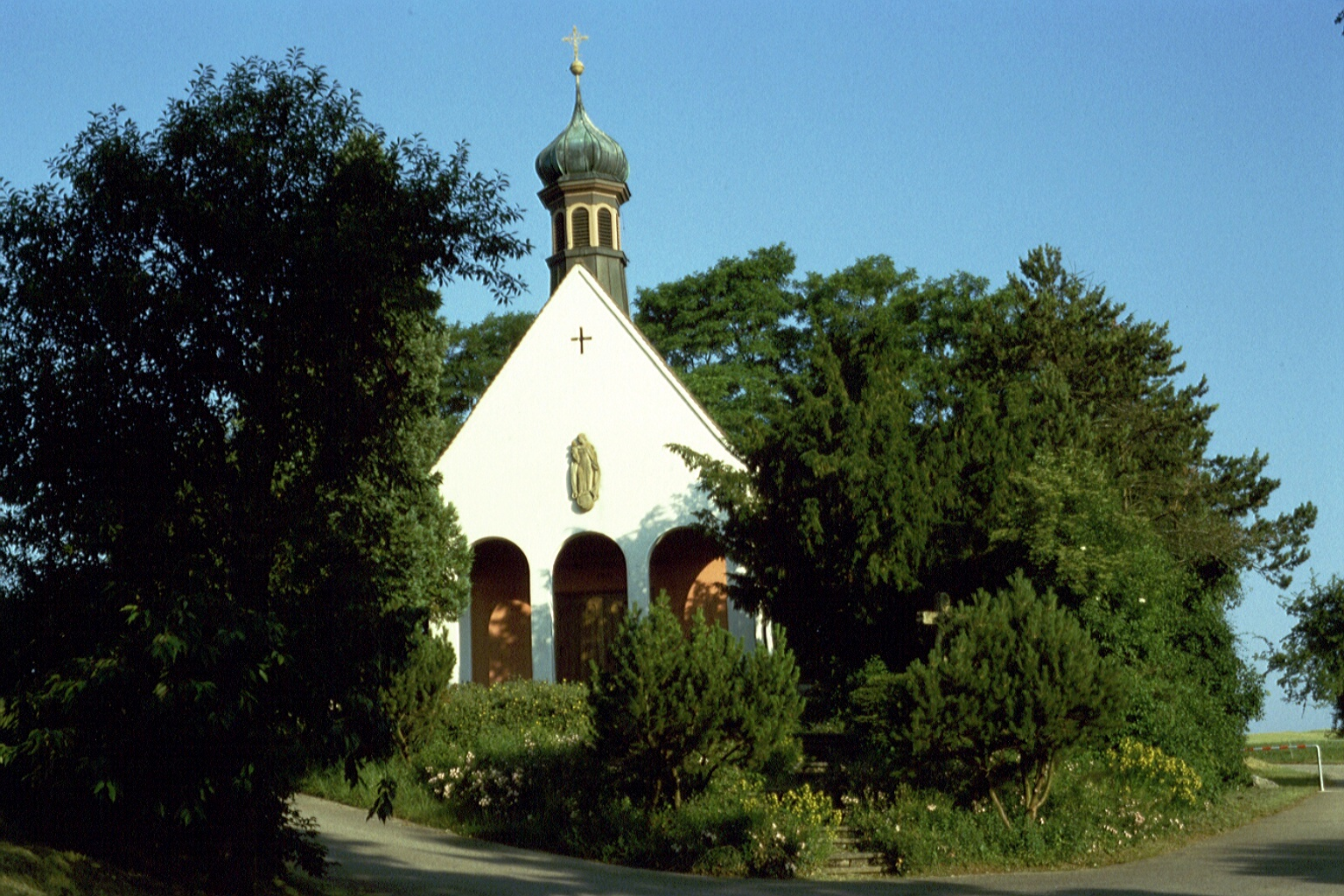
Die 1945 errichtete Bergkapelle

Gleichzeitig mit dem Versuch der politischen Intervention zur Verhinderung der Räumung versammelten sich die Erzinger Familien zu einem Gelübde und gelobten, bei Verschonung im Weinberg eine Bergkapelle zu errichten. Winter sorgte für die Umsetzung des Versprechen und mit seinen Verbindungen im benachbarten Schweizer Klettgau auch für die Beschaffung der Baumaterialien. Heute krönt die Bergkapelle die Ortschaft und den Rebberg. Sie gab mit „Erzinger Kapellenberg“ auch dem Wein den Namen.

## Nachkriegszeit
Heinrich Winter war 1945 von der französischen Kommandantur zum kommissarischen Bürgermeister bestimmt worden. Er war „zahlreichen Flüchtlingen dabei behilflich, eine Unterkunft zu erhalten.“ Offiziell „hatte er von 1946 bis 1948 das Amt des Bürgermeisters inne [… und war] später viele Jahre als Gemeinderat tätig. Erst nach den Kommunalwahlen 1971 trat er in den Ruhestand.“

### Kulturelle Aktivität
Als kurz nach dem Krieg die Nachfrage nach kulturellen Darbietungen groß war, erneuerte Heinrich Winter 1947 die Erzinger Freilichtspiele: „Mit dem Schauspiel ‚Der Geiger von Gmünd‘ begann das Programm. […] (Er) schaffte es, am Sonntag, den 22. Mai 1949 mit einer großen Nachtaufführung das Freilichtfestspiel Genovefa aufzuführen.“ 1950 folgte „Andreas Hofer“ und Friedrich Schillers „Wilhelm Tell“ wurde 1953 gar vom Südwestfunk übertragen. Problematisch waren allerdings Wetterunbilden, die mehrfach – zum Teil mitten in den Vorstellungen – die Veranstaltungen (mit bis zu 1000 Zuschauern) ‚platzen‘ ließen. Weiter gefeiert wurde dann in den Erzinger Lokalen. 
Winters Antrag an das Ministerium für Kultus und Unterricht auf einen Zuschuss zum Bau einer Überdachungsanlage wurde jedoch abgewiesen und nach einer letzten Aufführung 1954 gab er diese Ambitionen auf. Die österreichische Regierung verlieh Winter in Anerkennung dieser Verdienste das „Österreichbuch“.
Bem Freilichtspiel Andreas Hofer waren „16 Erzinger Pferdebesitzer als bayrische Kürassiere hoch zu Roß eingekleidet.“

### Flurbereinigung
Umgehend, nachdem die Planung einer Flurbereinigung durch die Landesregierung publik geworden war, setzte Winter sich für die in den vergangenen Jahrhunderten durch die Erbteilung zunehmende Zerstückelung der Acker- und Wiesenflächen nun notleidende Landwirtschaft ein: „Die landwirtschaftliche Bevölkerung des Klettgaus ist für eine solche Flurbereinigung ziemlich aufgeschlossen“, stellte ein Fachautor noch 1971 fest: als bereits „in den letzten 10 Jahren […] durchgeführt worden“ nennt er die Ortschaften Rechberg, Erzingen und Wutöschingen, was diesen auch eine Art ‚Vorsprung‘ bescherte, denn in dieser jahrelangen Prozedur befanden sich erst vier weitere Orte und die meisten hatten die Flurbereinigung nun gerade erst beantragt.

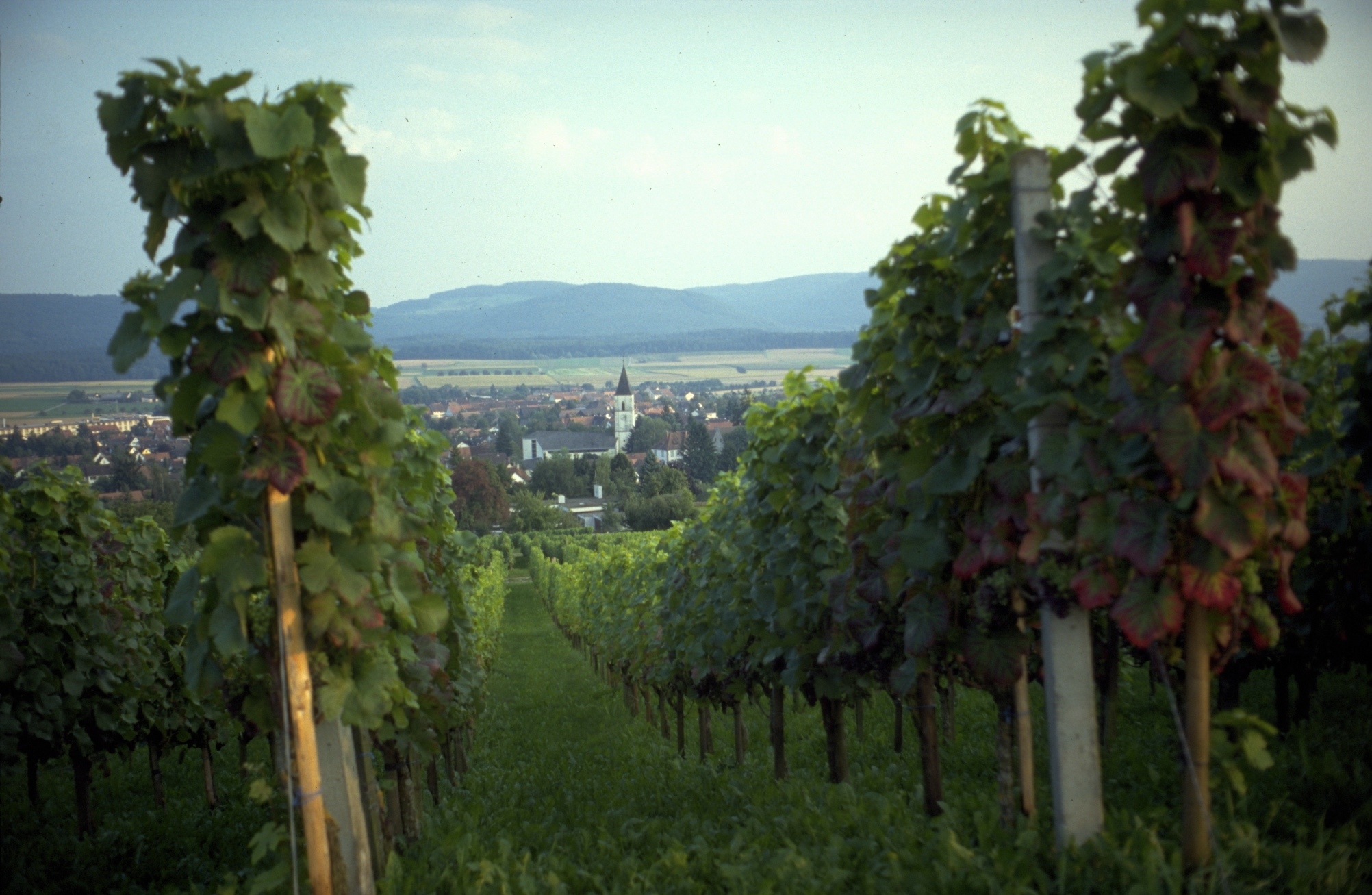
Der Erzinger Rebberg heute

## Erneuerung des Weinbaus
Als Winters wichtigstes und sein allgemeines Ansehen begründendes Werk galt und gilt jedoch die Neuanpflanzung der Erzinger Reben.
Die gesamten Weinbestände der Erzinger Winzergenossenschaft waren 1945 von den französischen Besatzern beschlagnahmt worden, doch dabei zeigte sich auch, dass „die vorwiegend erzeugten Elblingweine wegen ihres natürlichen Säuregehalts dem verfeinerten Geschmack der Weintrinker nicht mehr entsprachen. So drohte der Weinbau, an dem die Erzinger mit ganzer Seele hängen, zu erliegen.“
„Der kalte Winter 1955/56 verursachte in den Erzinger Rebanlagen starke Frostschäden, und dies in einer Zeit, als der Weinbau am Hochrhein immer mehr zurückging. In dieser Phase der allgemeinen Resignation war es Heinrich Winter, der sich im Zusammenwirken mit dem damaligen Bürgermeister Heinrich Stoll und anderen Weinbauveteranen für eine beschleunigte Flurbereinigung einsetzte.“ Winter wurde Vorsitzender der Flurbereinigungskommission und nach dem Ende des Verfahrens „bemühte er sich um den Anbau neuer Rebsorten.“ Er selbst leistete in seinen eigenen Weingärten die erforderliche Vorarbeit, überzeugte die noch zögernden Winzer und half vielen beim Setzen neuer Reben. „Auch in Rechberg und Nack stand er den wenigen Weinbauern mit Rat und Tat zur Verfügung.“

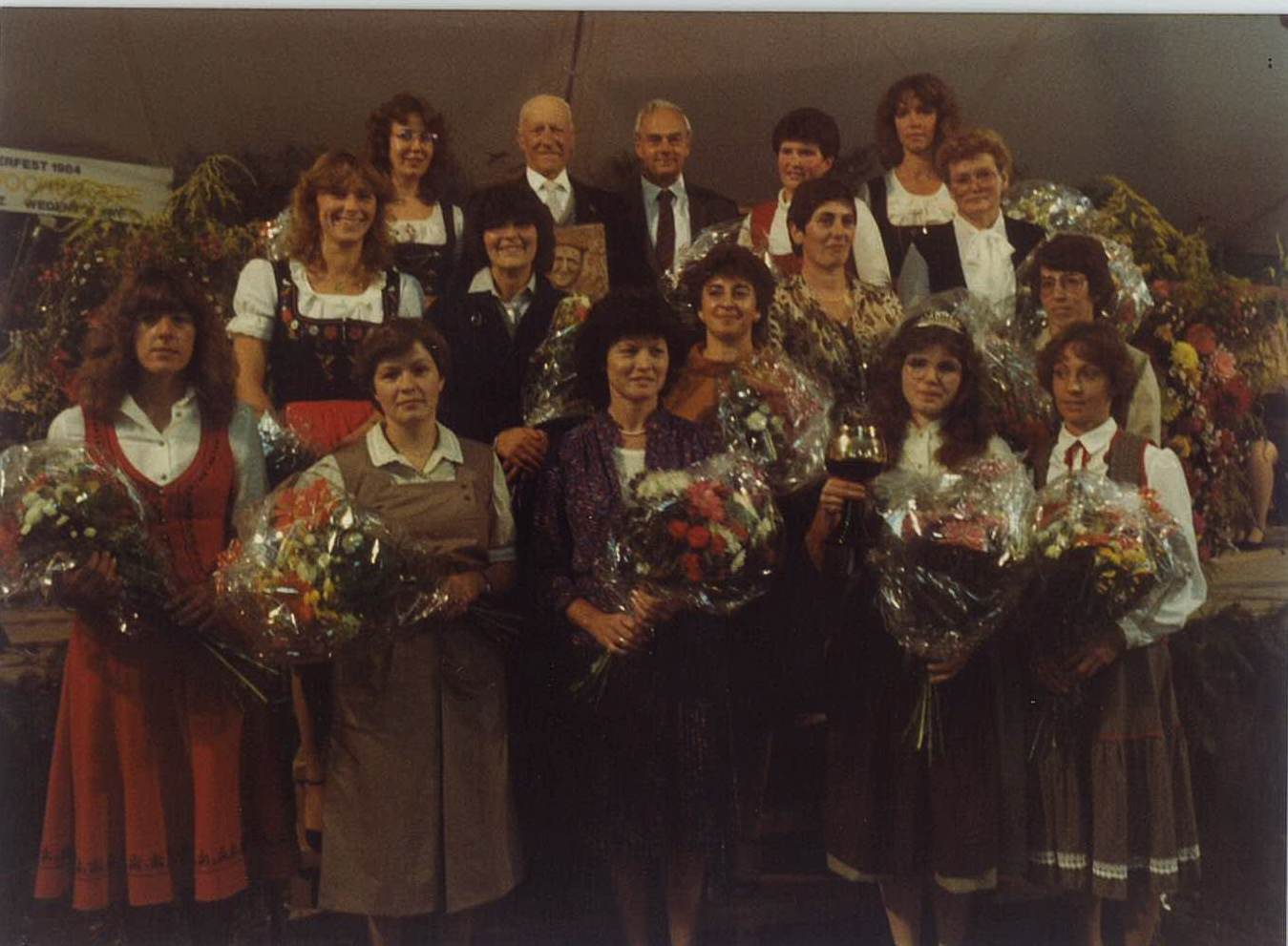
Mit den Erzinger Weinprinzessinnen im Jahre 1983. Mitte oben links Heinrich Winter, neben ihm Ratschreiber Gottfried Indlekofer

„Während früher drei Viertel der Rebfläche Elbling und ein Viertel Spätburgunder waren, sind es heute ein Viertel Riesling-Silvaner und drei Viertel Spätburgunder.“

### Winzerfeste
1958 bereitete Heinrich Winter das erste Erzinger Winzerfest vor: „Er suchte eine Repräsentantin des Erzinger Weins und heute [1987] sind es schon über 20 Winzertöchter, die als Weinprinzessin die Krone trugen.“
Durch die Winzerfeste wurde Erzingen im Laufe der Jahre „weit über die Landesgrenzen hinaus bekannt.“ Aus dem Blickwinkel des Weinbauers waren damit vor allem die badischen Grenzen und auch die grenznahe Schweiz gemeint. Heinrich Winter – so der Chronist Wilhelm Person – „(hat) den Erzinger Wein in Württemberg bekannt gemacht. […] In der Gemeinde Ertingen bei Sigmaringen hat er es ermöglicht, daß schon seit 15 Jahren [seit 1971] ein Weinfest gefeiert und dabei Erzinger Wein getrunken wird.“

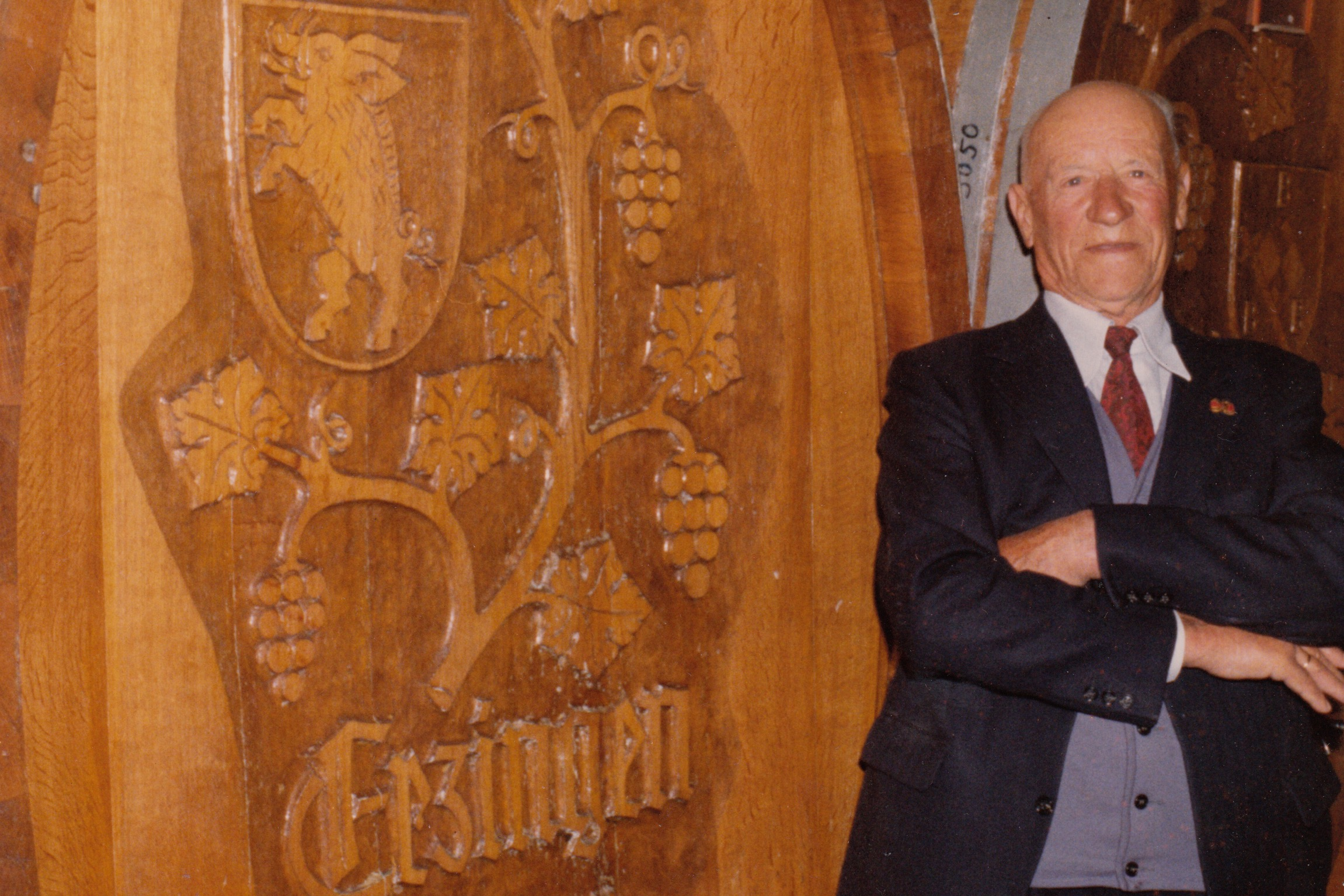
Heinrich Winter in der Badischen Zentralkellerei, 1980

„Als Vorsitzender der Winzergenossenschaft Erzingen organisierte er alljährlich bis zu seinem 80. Geburtstag [1977] die Erzinger Winzerfeste.“ In der Zentralkellerei Badischer Winzergenossenschaften steht noch heute ein übermannshohes „Erzinger Weinfaß“.
Auf Winters Initiative ging auch die Einrichtung einer „Heimatstube“ im Gasthaus Löwen zurück.

### Verbindungen zur Schweiz

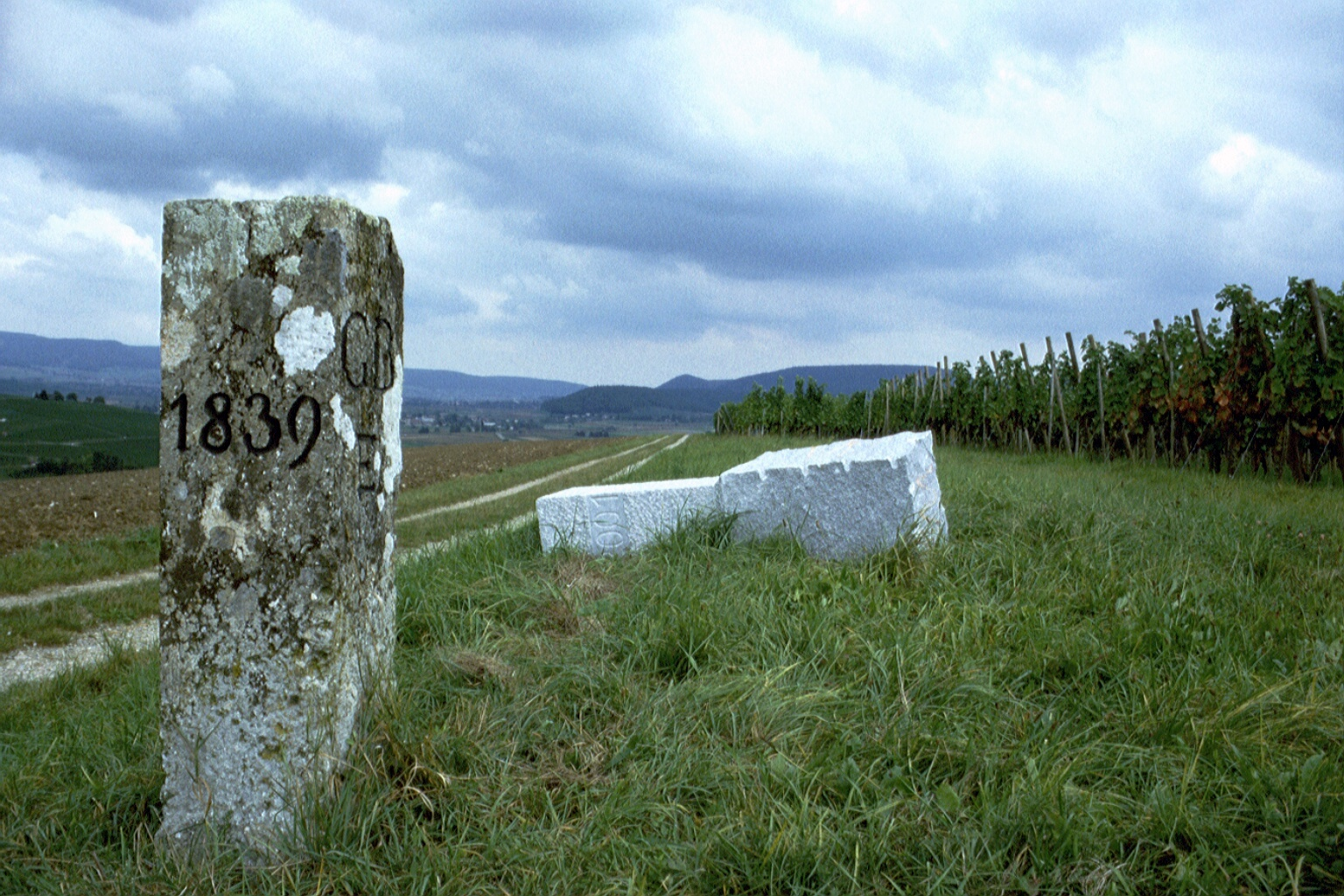
Grenze zur Schweiz am Rebberg

Heinrich Winter hatte schon bald nach Kriegsende die alten nachbarschaftlichen Beziehungen mit den Bewohnern der grenznahen Schweizer Weinbaugemeinden Trasadingen, Hallau, Wilchingen und Osterfingen wieder aufgenommen, die auch tatkräftige Unterstützung beim raschen Neuaufbau der Weinberge in Erzingen leisteten.

### Pferdehaltung

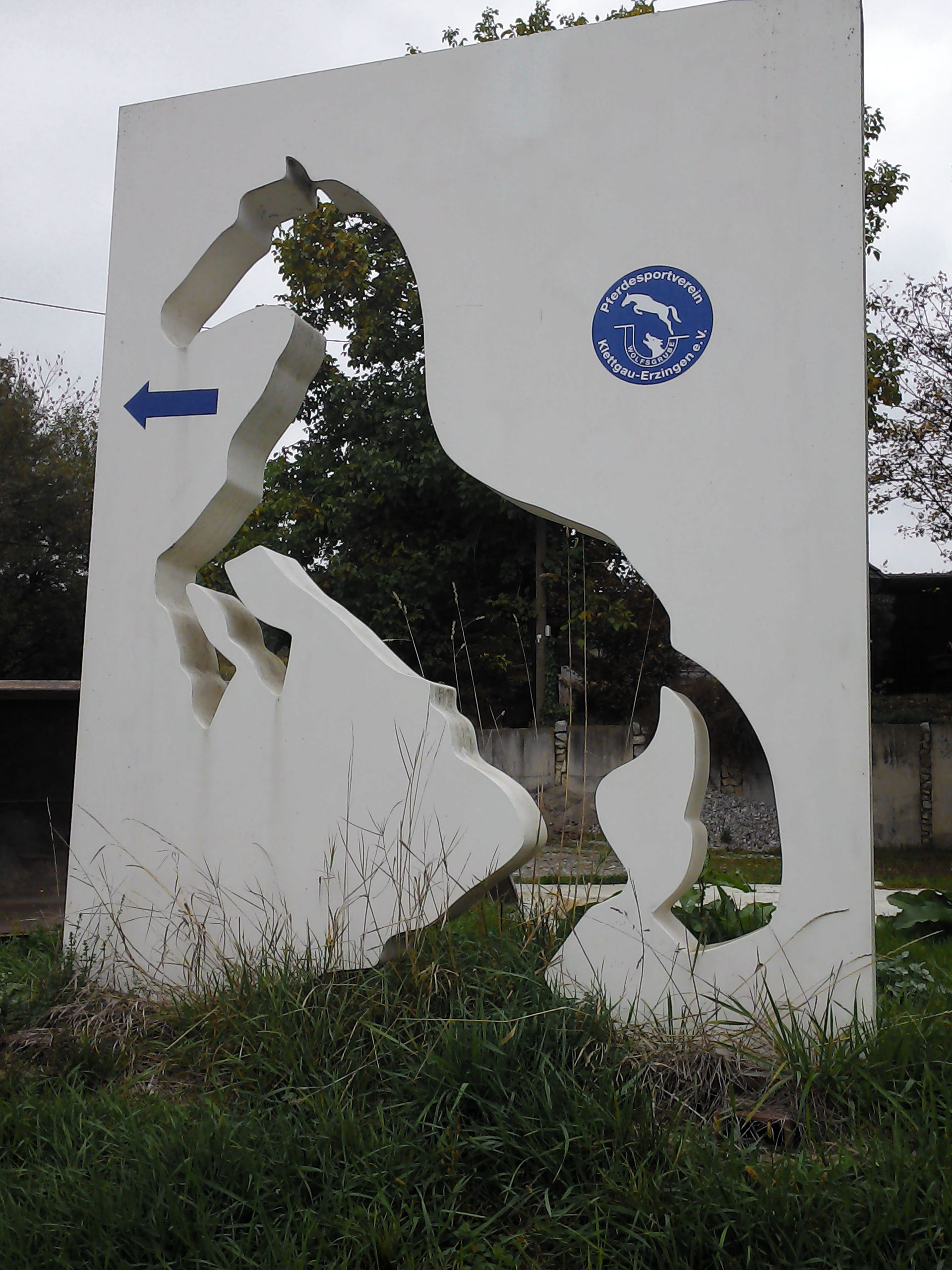
Pferdehof: Kontinuität familiärer Tradition

Eine Vorliebe war Winters Umgang mit Pferden; es heißt, dass er nach dem Krieg der einzige im Dorf war, der sich noch ein Pferd hielt, die auch weithin bekannte ‚Lise‘.
Später erholte sich die Tradition:
„Seit 12 Jahren ist Heinrich Winter dabei, wenn eine Erzinger Reitergruppe nach Weingarten fährt und sich dort an dem Blutritt (Prozession mit mehreren hundert Reitern) beteiligt.“
Diese familiäre Tradition pflegt der älteste Enkel Franz Winter mit seinem Pferdehof.

## Letzte Lebensjahre

### 90. Geburtstag
Der 90. Geburtstag des Ehrenbürgers von Erzingen wurde 1987 festlich begangen. Zu diesem Zeitpunkt hatte Heinrich Winter „14 Enkel und neun Urenkel“.

### Ableben
Ungeplant wurde die Einweihung des „Winterbrunnens“ am Dorfpark zu einer ersten Abschiedsfeier unter Teilnahme „viele(r) Einwohner aus Erzingen – darunter zahlreiche Winzerinnen und Winzer“, denn der Rebenvater, der dabei wegen einer schweren Erkrankung nicht teilnehmen konnte, soll sich noch anschließend über ein musikalisches „Ständchen vor seinem Wohnhaus“ durch den Verein ‚Erzinger Rebläuse‘ erfreut haben. 
Bürgermeister Johannes Meier hatte bei der Einweihung der vom Bildhauer Norbert Berger geschaffenen Brunnenanlage versprochen, „daß die Gemeinde und ihre Bewohner dankbar dieses geschaffene Werk annehmen und in Ehren halten werden.“ Heinrich Winter starb im 92. Lebensjahr, einen Tag nachdem der von ihm entworfene und gestiftete Brunnen mit einer Römerin (als Motiv für die Begründung des Weinbaus in der Region) eingeweiht worden war.

## Nachleben
2008 wurde im Erzinger Rebberg ein von Heinrich Winter bereits 1957 erstellter Quellwasserbrunnen von Rolf Preiser, Josef Stoll und Heinz-Peter Hierholzer restauriert und neugestaltet.

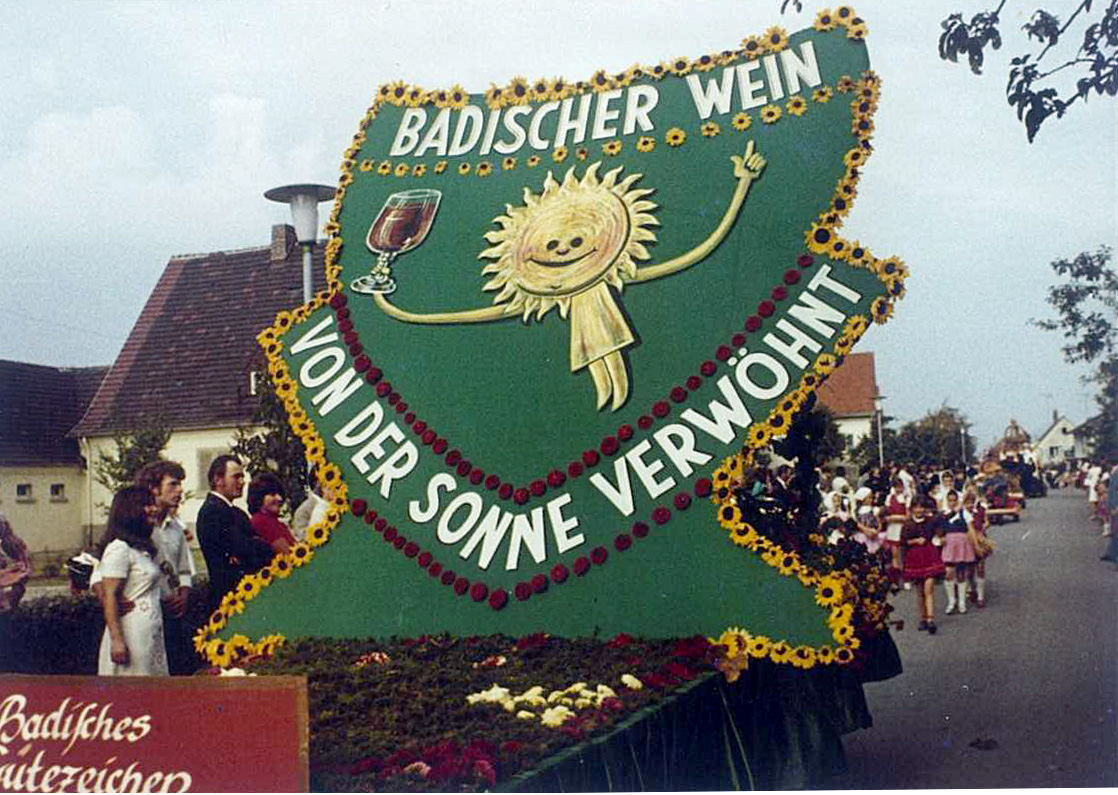
Umzug am Winzerfest 1971

Zum 50-jährigen Bestehen der Erzinger Winzergenossenschaft (1961–2011) fand ein Festakt statt, der in der Festschrift „als Weinbaupioniere“ neben Heinrich Winter, den damaligen Bürgermeister Hermann Stoll, den Ratschreiber Gottfried Indlekofer und Kurt Hierholzer nennt. Der Neuaufbauplan des Rebbergs war der erste, der in Baden genehmigt worden war. Heinrich Winter wurde 1961 Vorsitzender der Winzergenossenschaft mit 58 Mitgliedern. Heute umfasst die Genossenschaft 48 Winzerfamilien, Vorsitzender ist Martin Stoll.

## Ehrungen
- Verdienstkreuz am Bande („Bundesverdienstkreuz“), Bonn, 10. Januar 1964, verliehen von Bundespräsident Heinrich Lübke für Verdienste um den Weinbau.
- Ehrenbürgerrecht der Gemeinde Erzingen, 30. Juli 1971, verliehen durch Bürgermeister Johannes Meier.
- Ehrenurkunde der Winzergenossenschaft Erzingen, verliehen für die langjährige Tätigkeit als Vorstand, die Verdienste um den Weinbau und die Organisation der Winzerfeste, im September 1977.
- Klettgauer Verdienstmedaille 1977.